# Märkische Oderzeitung
Märkische Oderzeitung (w skrócie: MOZ) – niemiecka gazeta codzienna, wydawana we wschodniej Brandenburgii, z 11 dodatkami lokalnymi (Angermünde, Bad Freienwalde (Oder), Beeskow, Bernau bei Berlin, Eberswalde, Eisenhüttenstadt, Frankfurt nad Odrą, Fürstenwalde/Spree, Schwedt/Oder, Seelow i Strausberg).
Gazeta sprawuje patronat mediowy nad wieloma lokalnymi przedsięwzięciami, m.in. Festiwalem Teatralnym UNITHEA.
Redakcja gazety mieści się we Frankfurcie nad Odrą. Redaktorem naczelnym jest Frank Mangelsdorf.